# Gesellschaft mit beschränkter Haftung
A Gesellschaft mit beschränkter Haftung (rövidítve GmbH,  valamint Ausztriában GesmbH) a „korlátozott felelősségű társaság”, azaz a magyarországi Kft. megfelelője több külföldi országban. A cégforma nagyon gyakori Németországban, Ausztriában, Svájcban (ahol egyenértékű a société à responsabilité limitée-vel ) és Liechtensteinben is.
A GmbH forma neve hangsúlyozza azt a tényt, hogy a gazdálkodó társaság tulajdonosai (Gesellschafter, más néven tagok) nem felelősek személyesen és nem hitelesek a társaság adósságaiért.
A GmbH-kat német, svájci és osztrák jog szerint jogi személyeknek kell tekinteni. Egyéb változatai közé tartozik az mbH (amikor a Gesellschaft kifejezés magának a társaságnak a része) és a gGmbH (gemeinnützige GmbH) nonprofit társaságok esetében.
Németország, Ausztria, Svájc és Liechtenstein esetében eltérőek a GmbH-val kapcsolatos követelmények.
| Különbségek                  | Németország     | Ausztria        | Svájc           | Liechtenstein   |
| ---------------------------- | --------------- | --------------- | --------------- | --------------- |
| Minimális alaptőke           | € 25 000,00     | € 35 000,00     | CHF 20 000,00   | CHF 10 000,00   |
| Kötelező felügyelő bizottság | 500 alkalmazott | 300 alkalmazott | 300 alkalmazott | 300 alkalmazott |

## Fordítás
- Ez a szócikk részben vagy egészben  a   Gesellschaft mit beschränkter Haftung című angol Wikipédia-szócikk ezen változatának fordításán alapul.  Az eredeti cikk szerkesztőit annak laptörténete sorolja fel. Ez a jelzés csupán a megfogalmazás eredetét és a szerzői jogokat jelzi, nem szolgál a cikkben szereplő információk forrásmegjelöléseként.